# Scottish League One 2024-2025
La Scottish League One 2024-2025 è la 50ª edizione di quella che era la Scottish Second Division e la dodicesima sotto la nuova denominazione. La stagione è iniziata il 3 agosto 2024 e si concluderà il 3 maggio 2025

## Squadre partecipanti
| Squadra            | Città     | Stadio                     | Capienza | Posizione 2023-2024                                          |
| ------------------ | --------- | -------------------------- | -------- | ------------------------------------------------------------ |
| Alloa Athletic     | Alloa     | Recreation Park            | 3.100    | 3º posto                                                     |
| Annan Athletic     | Annan     | Galabank Stadium           | 2.504    | 8º posto                                                     |
| Arbroath           | Arbroath  | Gayfield Park              | 6.600    | 10º posto in Scottish Championship 2023-2024                 |
| Cove Rangers       | Altens    | Balmoral Stadium           | 3.023    | 5º posto                                                     |
| Dumbarton          | Dumbarton | Dumbarton Football Stadium | 2.020    | 4º posto in Scottish League Two 2023-2024, vincitore playoff |
| Inverness          | Inverness | Caledonian Stadium         | 7.512    | 9º posto in Scottish Championship 2023-2024                  |
| Kelty Hearts       | Kelty     | New Central Park           | 2.181    | 6º posto                                                     |
| Montrose           | Montrose  | Links Park                 | 4.936    | 4º posto                                                     |
| Queen of the South | Dumfries  | Palmerston Park            | 7.620    | 7º posto                                                     |
| Stenhousemuir      | Stirling  | Ochilview Park             | 3.746    | 1º posto in Scottish League Two 2023-2024                    |

## Classifica
|  | Pos. | Squadra            | Pt | G  | V  | N  | P  | GF | GS | DR  |
|  | ---- | ------------------ | -- | -- | -- | -- | -- | -- | -- | --- |
|  | 1.   | Arbroath           | 64 | 36 | 19 | 7  | 10 | 58 | 42 | +16 |
|  | 2.   | Cove Rangers       | 57 | 36 | 16 | 9  | 11 | 62 | 44 | +18 |
|  | 3.   | Queen of the South | 55 | 36 | 16 | 7  | 13 | 46 | 41 | +5  |
|  | 4.   | Stenhousemuir      | 53 | 36 | 15 | 8  | 13 | 48 | 45 | +3  |
|  | 5.   | Alloa Athletic     | 51 | 36 | 13 | 12 | 11 | 55 | 47 | +8  |
|  | 6.   | Kelty Hearts       | 44 | 36 | 11 | 11 | 14 | 40 | 46 | -6  |
|  | 7.   | Inverness (-15)    | 43 | 36 | 16 | 10 | 10 | 45 | 38 | +7  |
|  | 8.   | Montrose           | 40 | 36 | 9  | 13 | 14 | 40 | 49 | -9  |
|  | 9.   | Annan Athletic     | 36 | 36 | 10 | 6  | 20 | 41 | 68 | -27 |
|  | 10.  | Dumbarton (-15)    | 20 | 36 | 8  | 11 | 17 | 51 | 66 | −15 |

Legenda:

      Campione di League One e promossa in Championship
      Ammesse ai play-off per la Championship
      Ammesse ai play-out per la League Two
      Retrocessa in League Two
Note:

Tre punti a vittoria, uno a pareggio, zero a sconfitta.
Note:
L'Inverness ha scontato 15 punti di penalizzazione per problemi finanziari
Il Dumbarton ha scontato 15 punti di penalizzazione per problemi finanziari

## Post season

### Play-off promozione
Ai play-off partecipano la 2ª, 3ª e 4ª classificata della League One (Cove Rangers, Queen of the South e Stenhousemuir) e la 9ª classificata della Championship 2024-2025 (Airdrieonians).

#### Semifinali
| Squadra 1          | Totale | Squadra 2     | Andata | Ritorno |
| ------------------ | ------ | ------------- | ------ | ------- |
| Stenhousemuir      | 2 – 5  | Airdrieonians | 1 – 3  | 1 – 2   |
| Queen of the South | 1 – 2  | Cove Rangers  | 0 – 0  | 1 – 2   |

#### Finale
| Squadra 1    | Totale | Squadra 2     | Andata | Ritorno |
| ------------ | ------ | ------------- | ------ | ------- |
| Cove Rangers | 1 – 2  | Airdrieonians | 1 – 2  | 0 – 0   |

### Play-out
Ai play-out partecipano la 2ª, 3ª e 4ª classificata della League Two 2024-2025 (East Fife, Edinburgh City ed Elgin City) e la 9ª classificata della League One 2024-2025 (Annan Athletic).

#### Semifinali
| Squadra 1  | Totale | Squadra 2      | Andata | Ritorno |
| ---------- | ------ | -------------- | ------ | ------- |
| Elgin City | 4 – 5  | Annan Athletic | 2 – 4  | 2 – 1   |
| Edinburgh  | 1 – 3  | East Fife      | 1 – 0  | 0 – 3   |

#### Finale
| Squadra 1 | Totale | Squadra 2      | Andata | Ritorno |
| --------- | ------ | -------------- | ------ | ------- |
| East Fife | 4 – 3  | Annan Athletic | 3 – 2  | 1 – 1   |

## Verdetti
- Arbroath: Vincitore della Scottish League One, promosso in Scottish Championship 2025-2026.
- Airdrieonians: Vincitore dei play-off promozione, promosso in Scottish Championship 2025-2026.
- Annan Athletic: Perdente dei play-out, retrocesso in Scottish League Two 2025-2026.
- Dumbarton: Ultimo della Scottish League One, retrocesso in Scottish League Two 2025-2026.